# Добльхофф-Дир, Антон фон
Антон фон Добльхофф-Дир (нем. Anton Freiherr von Doblhoff-Dier, 10 ноября 1800 — 16 апреля 1872) — австрийский политический деятель, в июле 1848, во время революции, на протяжении 10 дней возглавлял правительство Австрийской империи. Барон.
Происходил из семьи землевладельца, имевшего титул надворного советника. Родился в Гёрце, получил юридическое образование в Венском университете. Поступил на государственную службу, однако уже в 1836 вышел в отставку. Поселился в Бадене, в принадлежащем его дяде замке Вайкерсдорф (Weikersdorf). Увлекался агрономией.
После начала в марте 1848 революции Добльхофф-Дир был избран в Рейхстаг, примкнул к либералам. При формировании в мае правительства Пиллерсдорфа занял пост министра торговли. 8 июля, после отставки кабинета, временно возглавил правительство и одновременно принял пост министра внутренних дел. 18 июля министр-президентом был назначен Иоганн фон Вессенберг-Ампринген. Добльхофф-Дир сохранил пост министра внутренних дел и занимал его до Октябрьского восстания в Вене.
В 1849—1858 — посол Австрии в Нидерландах. С 1861 являлся депутатом Рейхсрата, с 1867 — членом Палаты господ (Herrenhaus).
В 1873 именем Антона фон Добльхофф-Дира назван переулок в Первом округе Вены, в районе парламента — Добльхоффгассе.